# Ano Siros
Ano Siros (grč. Άνω Σύρος, Gornji Siros) je grad i bivša opština na ostrvu Siros, na Kikladima u Grčkoj. Reformom lokalne vlade iz 2011. godine postaje deo opštine Siros-Ermoupoli kao njena opštinska jedinica. Ova opštinska jedinica uključuje nenaseljena ostrva Giaros (koja leže severozapadno od Sirosa) i Varvarousa. Populacija broji 3.877 stanovnika po popisu iz 2011. godine. Površina kopna je 67.014 kvadratnih kilometara. Ova opštinska jedinica deli ostrvo Siros sa još dve opštinske jedinice, Ermoupoli i Poseidonia.

## Istorija
Ano Siros je srednjevekovno naselje sagrađeno tokom kasnog Vizantijskog perioda ili rane Frankokratije. To je klasično kikladsko srednjevekovno naselje sa gustom mrežom uskih, kružno raspoređenih ulica, radijalnog plana. Opšti utisak podseća na utvrđenu citadelu. Ano Siros je naseljen katoličkim grcima. Razlog za to leži u dugom periodu Frankokratije koja je otpočela odmah nakon četvrtog krstaškog pohoda. Frankokratija se završila tokom 16. veka ali su katolici sa Sirosa došli pod zaštitu Francuske pa je katolička vera opstala na ostrvu. Nakon osnivanja obližnjeg Hermoupolisa, Ano Siros prestaje da bude administrativni centar Sirosa. Međutim, naselje nastavlja da bude religijski centar pošto je sedište Rimske katoličke eparhije Sirosa i Milosa.

## Zanimljiva mesta
- Crkva Svetog Đorđa: Crkva je sagrađena na vrhu brda Ano Siros. Prvi put je sagrađena 1208. godine nakon čega je tri puta bila uništena i ponovo sagrađena.
- Manastir Kapućin: To je katolički manastir osnovan 1637. godine, posvećen Svetom Jovanu.[4]
- Vamvakaris muzej: To je muzej posvećen Markosu Vamvakarisu.

## Pobratimljeni gradovi
Ano Siros je pobratimljen sa:
- Goldap, Poljska od 2000.[5]
- Grillon, Francuska od 1994.

## Stanovništvo
Ano Siros po poslednjem popisu iz 2011.godine ima 3.877 stanovnika. Gustina naseljenosti je 58 st/km2.